# Великобритания на «Евровидении-1961»
Великобритания принимала участие в Евровидении 1961, проходившем в Каннах, Франция. На конкурсе её представил поп-дуэт The Allisons с песней «Are you sure?», выступавший под номером 15. В этом году страна заняла вновь второе место, получив 24 балла. Комментаторами конкурса от Великобритании в этом году стали Том Слон и Пит Мюррей, а глашатаем — Майкл Аспел.

## Национальный отбор[3]
| Номер | Артист          | Песня                    | Баллы | Место |
| ----- | --------------- | ------------------------ | ----- | ----- |
| 1     | Craig Douglas   | «The girl next door»     | 3     | 7-е   |
| 2     | Valerie Masters | «Too late for tears»     | 3     | 7-е   |
| 3     | Mark Wynter     | «Dream girl»             | 16    | 4-е   |
| 4     | Anne Shelton    | «I will light a candle»  | 4     | 6-е   |
| 5     | Брайан Джонсон  | «A place in the country» | 6     | 5-е   |
| 6     | Ricky Valance   | «Why can't we»           | 24    | 3-е   |
| 7     | The Allisons    | «Are you sure»           | 31    | 1-е   |
| 8     | Steve Arlen     | «Suddenly I'm in love»   | 30    | 2-е   |
| 9     | Teresa Duffy    | «Tommy»                  | 3     | 7-е   |

Финал национального отбора состоялся 15 февраля 1961 года в телецентре BBC в Лондоне, победитель определялся 12 региональных жюри. Национальный отбор выиграл поп-дуэт The Allisons с песней «Are you sure» с отрывом в всего одно очко. В отборе также принимал участие Брайан Джонсон, представитель Великобритании на конкурсе в прошлом году.

## Страны, отдавшие баллы Великобритании
Каждая страна имела жюри в количестве 10 человек, каждый человек мог отдать очко понравившейся песне.
| Отдали Великобритании… | Отдали Великобритании… | Отдали Великобритании… | Отдали Великобритании… |
| 8 баллов               | 7 баллов               | 3 балла                | 1 балл                 |
| ---------------------- | ---------------------- | ---------------------- | ---------------------- |
| Люксембург             | Швейцария              | Нидерланды Испания     | Бельгия Дания Италия   |

## Страны, получившие баллы от Великобритании
| 2 балла | Финляндия, Франция, Швейцария       |
| 1 балл  | Монако, Испания, Австрия, Югославия |